# Tony Strobl
Anthony Joseph (Tony) Strobl (12 mei 1915 - 29 december 1991) was een Amerikaans striptekenaar. Hij werd geboren in Cleveland, Ohio (Verenigde Staten). 
In 1938 begon hij te werken bij de tekenfilmafdeling van Disney, waar hij meewerkte aan de tekenfilm Fantasia. Hij verliet de studio om te vechten in de Tweede Wereldoorlog. 
Na de Tweede Wereldoorlog besloot hij Disney-strips te gaan tekenen, vooral van Donald Duck. Hij maakte ook strips met tekenfilmfiguren van andere filmmaatschappijen, zoals Bugs Bunny en Woody Woodpecker.
- Gemeinsame Normdatei: 1282312383
- International Standard Name Identifier: 0000 0000 3118 0068
- Library of Congress Control Number: n88606968
- Virtual International Authority File: 40951669
- WorldCat: E39PBJpdM3w3gpwHkrYFGrMVmd